# STS-31
La STS-31 fue la trigésimo quinta misión del Programa del transbordador espacial estadounidense, que llevó el observatorio astronómico Telescopio Espacial Hubble a una órbita terrestre. La misión usó el transbordador espacial Discovery, que despegó desde la plataforma de lanzamiento 39B el 24 de abril de 1990 desde Cabo Cañaveral, Florida.
La tripulación del Discovery desplegó el telescopio el 25 de abril, y estuvo el resto de la misión atendiendo varios experimentos científicos en la bodega del transbordador y manejando una serie de cámaras IMAX para grabar la misión. El lanzamiento del Discovery' marcó la primera vez desde enero de 1986 que dos transbordadores espaciales habían estado en la plataforma de despegue a la vez - El Discovery en la 39B y Columbia en la 39A.

## Tripulación
- Loren J. Shriver (2), Comandante
- Charles F. Bolden, Jr. (2), Piloto
- Steven A. Hawley (3),  Especialista de la misión
- Bruce McCandless II (2),  Especialista de la misión
- Kathryn D. Sullivan (2),  Especialista de la misión

(1) número de vuelos espaciales hechos por cada miembro de la tripulación, hasta la fecha inclusive esta misión.

## Parámetros de la misión
- Masa:
  - Orbitador al despegue: 117.586 kg
  - Orbitador al aterrizaje: 85.947 kg
  - Carga: 11.878 kg
- Perigeo: 585 km
- Apogeo: 615 km
- Inclinación: 28,5°
- Período: 96,7 min

## Lo más destacado de la misión

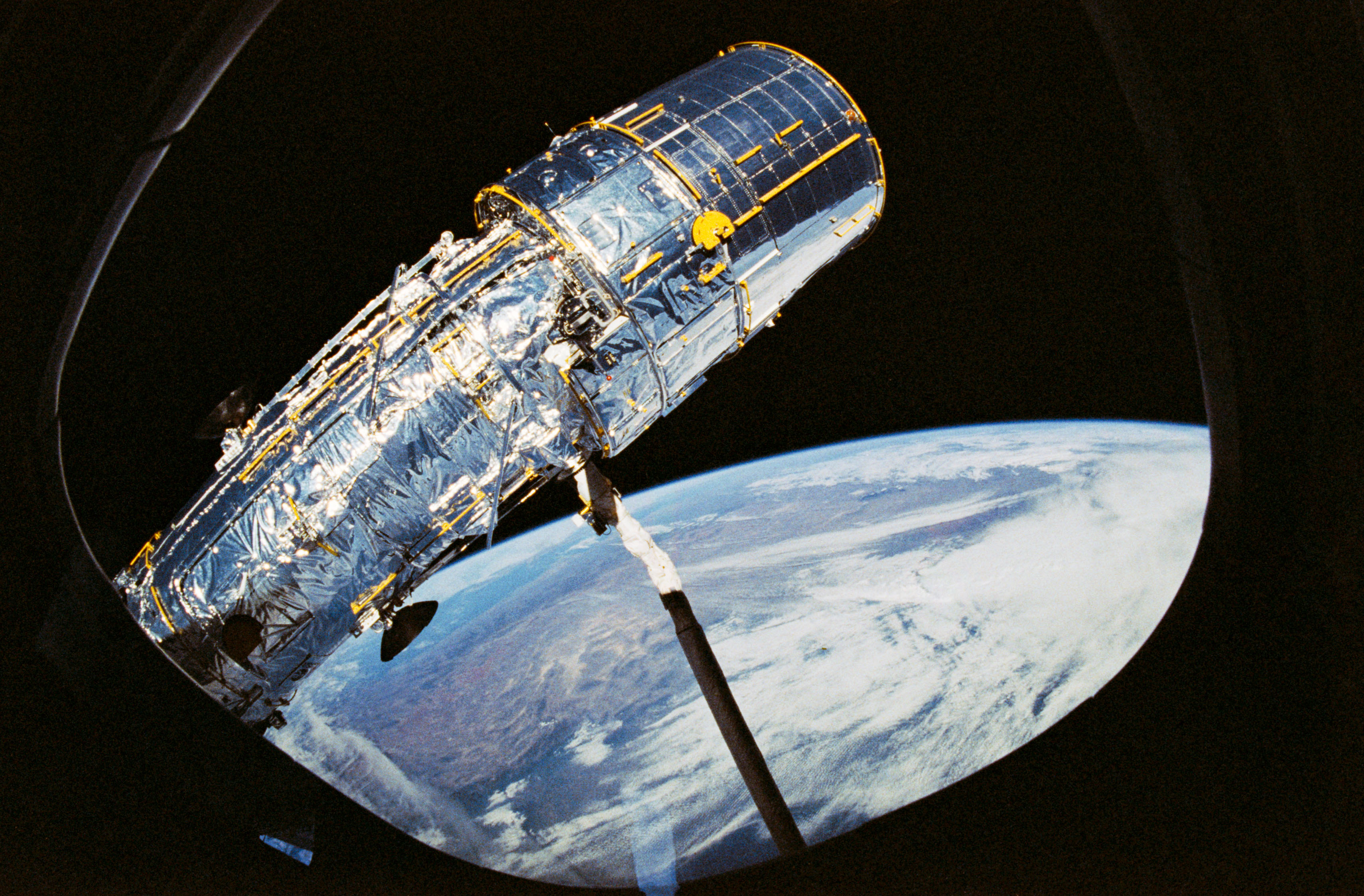
El Hubble durante su despliegue.

Lanzado el 24 de abril de 1990, a las 8:33:51 a. m. EDT. El lanzamiento estaba programado para el 18 de abril, luego el 12 de abril, luego el 10 de abril, siguiendo el Flight Readiness Review (FRR) o Revisión de Disponibilidad del Vuelo. La primera fecha prevista en el FRR era anterior a la mostrada en las agendas previas. El lanzamiento del 10 de abril se canceló a los T-4 minutos debido una válvula defectuosa en la unidad de potencia auxiliar (APU) número uno. Se reemplazó la APU y se recargaron las baterías de la carga útil. Concretamente la cuenta atrás se detuvo a T-31 segundos cuando falló el software en apagar una línea de la válvula de combustible en los equipos de apoyo en tierra. Los ingenieros ordenaron apagar la válvula y la cuenta atrás continuó. El peso del lanzamiento era de 112.994 kg (249.109 libras).

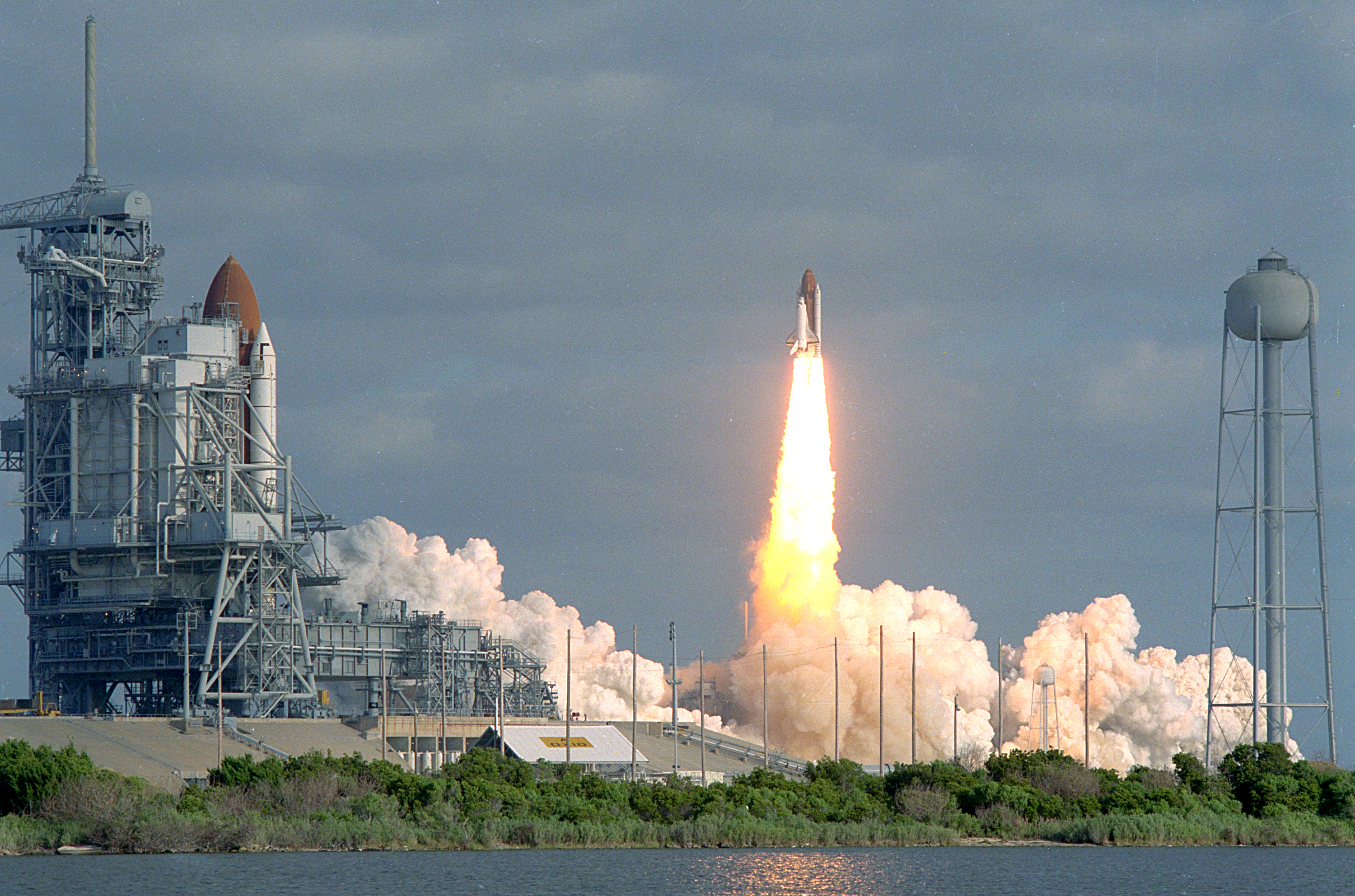
El Discovery asciende por el cielo al inicio de la STS-31, mientras, por primera vez desde 1986, el segundo transbordador, el Columbia, espera su turno para ser lanzado.